# Zasadi, Križevci
Zasadi so naselje v Občini Križevci.